# Hughenden
Hughenden is een plaats in de Australische deelstaat Queensland, en telt 1154 inwoners (2006). De plaats ligt aan de Flinders River.